# Carolane Soucisse
Carolane Soucisse (ur. 10 lutego 1995 w Châteauguay) – kanadyjska łyżwiarka figurowa reprezentująca Irlandię, startująca w parach tanecznych z Shane’em Firusem. Wicemistrzyni czterech kontynentów (2018), medalistka zawodów z cyklu Challenger Series oraz brązowa medalistka mistrzostw Kanady (2020).

## Osiągnięcia

### Z Shane’em Firusem

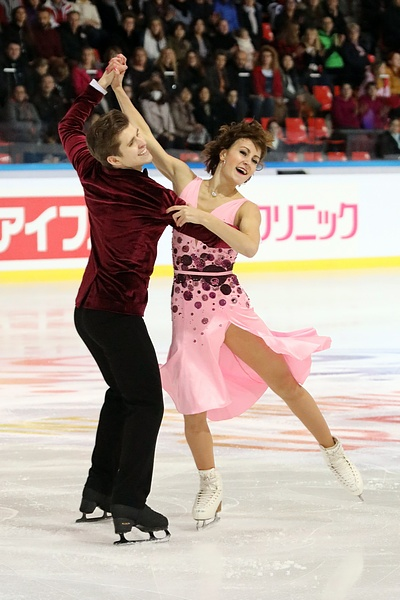
Taniec dowolny na Internationaux de France 2019

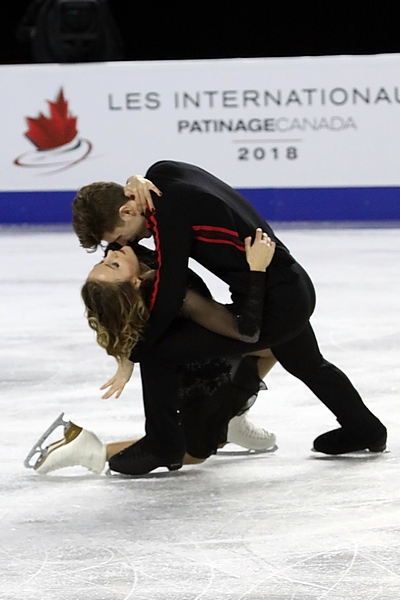
Taniec krótki na Skate Canada International 2018

|                                  | Kanada | Kanada | Kanada | Kanada | Kanada  | Kanada | Kanada | Irlandia |
| Zawody                           | 16–17  | 17–18  | 18–19  | 19–20  | 20–21   | 21–22  | 22–23  | 23–24    |
| Międzynarodowe                   |        |        |        |        |         |        |        |          |
| Mistrzostwa świata               |        | 14     |        | C      |         |        |        | 20       |
| Mistrzostwa Europy               |        |        |        |        |         |        |        | 13       |
| Mistrzostwa czterech kontynentów |        | 2      |        | 7      | C       | 4      |        |          |
| GP Grand Prix Espoo              |        |        |        |        |         |        | 6      |          |
| GP Gran Premio d’Italia          |        |        |        |        |         | 7      |        |          |
| GP Internationaux de France      |        |        |        | 7      |         |        |        |          |
| GP NHK Trophy                    |        |        | 5      | 8      |         |        |        |          |
| GP Skate America                 |        |        |        |        |         | 7      | 8      |          |
| GP Skate Canada International    |        | 7      | 8      |        | C       |        |        |          |
| CS Autumn Classic International  | 7      |        | 3      | 5      |         | 5      |        |          |
| CS Finlandia Trophy              |        | 4      | 4      |        |         | 11     |        |          |
| CS Golden Spin of Zagreb         |        |        |        |        |         |        |        | 12       |
| CS Nebelhorn Trophy              |        |        |        |        |         |        | 3      |          |
| CS U.S. International Classic    |        | 5      |        | 3      |         |        |        |          |
| Bosphorus Cup                    |        |        |        |        |         |        |        | 8        |
| Cup of Nice                      | 7      |        |        |        |         |        |        |          |
| Lake Placid IDI                  |        |        |        | 4      |         |        |        |          |
| Krajowe                          |        |        |        |        |         |        |        |          |
| Mistrzostwa Kanady               | 4      | 4      | 5      | 3      | C       | 4      | 4      |          |
| SC Challenge                     | 2      |        |        |        |         |        |        |          |
| Québec Sectionals                | 1      |        |        |        |         |        |        |          |
| Zawody drużynowe                 |        |        |        |        |         |        |        |          |
| World Team Trophy                |        |        |        |        | 6 T 6 P |        |        |          |

### Z Simonem Tanguayem
| Zawody                                | 12–13          | 13–14          | 14–15          | 15–16          |                |                |                |                |                |                |                |                |                |                |                |                |                |
| Międzynarodowe                        | Międzynarodowe | Międzynarodowe | Międzynarodowe | Międzynarodowe | Międzynarodowe | Międzynarodowe | Międzynarodowe | Międzynarodowe | Międzynarodowe | Międzynarodowe | Międzynarodowe | Międzynarodowe | Międzynarodowe | Międzynarodowe | Międzynarodowe | Międzynarodowe | Międzynarodowe |
| ------------------------------------- | -------------- | -------------- | -------------- | -------------- | -------------- | -------------- | -------------- | -------------- | -------------- | -------------- | -------------- | -------------- | -------------- | -------------- | -------------- | -------------- | -------------- |
| Cup of Nice                           |                |                |                | 3              |                |                |                |                |                |                |                |                |                |                |                |                |                |
| Lake Placid IDI                       |                |                |                | 3              |                |                |                |                |                |                |                |                |                |                |                |                |                |
| Międzynarodowe: Kategorie młodzieżowe |                |                |                |                |                |                |                |                |                |                |                |                |                |                |                |                |                |
| JGP na Białorusi                      |                | 6              |                |                |                |                |                |                |                |                |                |                |                |                |                |                |                |
| Krajowe                               |                |                |                |                |                |                |                |                |                |                |                |                |                |                |                |                |                |
| Mistrzostwa Kanady                    | 9 J            | 5 J            | 9              | 8              |                |                |                |                |                |                |                |                |                |                |                |                |                |
| SC Challenge                          | 7 J            | 3 J            | 2              | 1              |                |                |                |                |                |                |                |                |                |                |                |                |                |
| Québec Sectionals                     | 2 J            | 1 J            | 2              | 2              |                |                |                |                |                |                |                |                |                |                |                |                |                |

### Z Benjaminem Smythem
| Mistrzostwa Kanady | 9 J | WD   |
| SC Challenge       | 8 J | 12 J |
| Québec Sectionals  | 5 J | 6 J  |

### Z Alexandrem Laliberté
| Mistrzostwa Kanady | 3 P |